# Oldenlandia boscii
Oldenlandia boscii är en måreväxtart som först beskrevs av Dc., och fick sitt nu gällande namn av Alvin Wentworth Chapman. Oldenlandia boscii ingår i släktet Oldenlandia och familjen måreväxter. Inga underarter finns listade i Catalogue of Life.